# Kim Hjonggvon megye
Kim Hjonggvon megye (hangul: 김형권군, Kimhjonggvon-kun, handzsa: 金亨權郡, RR: Kimhyŏnggwon-kun) régebbi, 1990 előtti nevén Phungszan (hangul: 풍산군, Phungszan-kun, handzsa: 豊山郡, RR: Pungsan, ’rengeteg hegy’) megye Észak-Koreában, Rjanggang (Ryanggang) tartományban.

## Földrajza
Északról és északnyugatról Phungszo (P'ungsŏ) megye, keletről Dél-Hamgjong (Hamgyŏng) tartomány Hocshon (Hŏch'ŏn), délről Tokszong (Tŏksŏng) és Sinhung (Sinhŭng), nyugatról pedig Pudzson megyéje határolja.
Legmagasabb pontja a 2377 méter magas Pekszan (백산; 白山, Paeksan).

## Közigazgatása
1 községből (up (ŭp)) 17 faluból (ri (ri)) és 1 munkásnegyedből (rodongdzsagu (rodongjagu)) áll.
| - Kimhjonggvon-up (김형권읍; 金亨權邑, Kimhyŏnggwŏn-ŭp) - Kvangdok-ri (광덕리; 廣德里, Kwangdŏk-ri) - Nedzsung-ri (내중리; 內中里, Naejung-ri) - Tonghung-ri (동흥리; 東興里, Tonghŭng-ri) - Roun-ri (로은리; 老隱里, Roŭn-ri) - Ripho-ri (리포리; 梨浦里, Rip'o-ri) - Migam-ri (미감리; 米甘里, Migam-ri) - Szaa-ri (사아리; 士雅里, Saa-ri) - Szudong-ri (수동리; 水東里, Sudong-ri) - Sinvon-ri (신원리; 新元里, Sinwŏn-ri) | - Jangphjong-ri (양평리; 陽坪里, Yangp'yŏng-ri) - Csangan-ri (장안리; 長安里, Changan-ri) - Csangphjong-ri (장평리; 長坪里, Changp'yŏng-ri) - Csigjong-ri (지경리; 地境里, Chigyŏng-ri) - Csikszol-ri (직설리; 直雪里, Chiksŏl-ri) - Phabal-ri (파발리; 擺撥里, P'abal-ri) - Hadzsigjong-ri (하지경리; 下地境里, Hajigyŏng-ri) - Hvangszuvon-ri (황수원리; 黃水院里, Hwangsuwŏn-ri) - Phjongszan-rodongdzsagu (평산로동자구; 平山勞動者區, P'yŏngsan-rodongjagu) |

## Gazdaság
A megye gazdasága főként erdőgazdálkodásból, bányászatból és földművelésből áll, de teret kap a textil- és ruhagyártás is. A megye területének 70%-a alkalmas földművelésre, itt burgonyát, és szójababot termesztenek. Jellemző még az állattartás, és a halászat is.

## Oktatás
A megye 27 általános iskolának, 24 középiskolának és 1 főiskolának ad otthont.

## Egészségügy
Kim Hjonggvon (Kim Hyŏng-gwŏn) megye 27 egészségügyi létesítménnyel, köztük megyei kórházzal is rendelkezik.

## Közlekedés
Kim Hjonggvon (Kim Hyŏng-gwŏn) megyét Hjeszan (Hyesan), illetve Dél-Hamgjong (Hamgyŏng) tartomány Pudzson (Pujŏn) megyéje felől közutakon lehet megközelíteni.